# Themistoclesia dependens
Themistoclesia dependens là một loài thực vật có hoa trong họ Thạch nam. Loài này được (Benth.) A.C.Sm. miêu tả khoa học đầu tiên năm 1932.